# Cantonul Anglet-Sud
Cantonul Anglet-Sud este un canton din arondismentul Bayonne, departamentul Pyrénées-Atlantiques, regiunea Aquitania, Franța.